# Gumbranch (Géorgie)
Gumbranch est une ville américaine située dans le comté de Liberty, en Géorgie. Selon le recensement de 2020, sa population est de 235 habitants.